# 北海道の乗合バス事業者
北海道の乗合バス事業者（ほっかいどうののりあいバスじぎょうしゃ）は、北海道の乗合バス事業者の五十音順一覧である。
- 当一覧の掲載対象とする事業者は、以下の通りとする。
  1. 道路運送法第4条許可による「一般乗合旅客自動車運送事業」を行う事業者
  2. 2006年10月の道路運送法改正以前に21条許可による貸切代替バス（いわゆる21条バス）運行を行っていて、改正後も運行を続けている、いわゆる「みなし4条」事業者
- 以下の事業者は、掲載対象外とする。
  1. 自家用自動車（白ナンバー車）による有償運送（いわゆる80条バス）での運行事業者
    - 80条バス運行事業者については、80条バス運行事業者一覧に記載すること。

  2. 乗合タクシー（乗車定員10名以下）のみを運行する事業者
    - 乗合タクシー運行事業者については、日本の乗合タクシー運行事業者一覧に記載すること。

## 札幌地区
札幌運輸支局管内に本社が所在。
- 札幌第一観光バス
- 札幌ばんけい（ばんけいバス）
- ジェイ・アール北海道バス（JRバス）
- 下段モータース（シモダンバス）
- じょうてつ
- 新篠津交通
- 空知交通
- 空知中央バス
- 千歳相互観光バス（千歳相互バス）
- ニセコバス
- 美唄自動車学校（美自校観光バス）
- 富士ハイヤー
- 北都交通
- 北海道バス
- 北海道中央バス
- 夕張鉄道（夕鉄バス）

## 函館地区
函館運輸支局管内に本社が所在。
- 東ハイヤー
- 大沼交通
- 奥尻観光
- 函館タクシー（函館帝産バス）
- 函館バス

## 旭川地区
旭川運輸支局管内に本社が所在。
- 旭川電気軌道
- 沿岸バス
- 士別軌道
- 宗谷バス
- てんてつバス
- 道北バス
- ふらのバス
- 名士バス

## 室蘭地区
室蘭運輸支局管内に本社が所在。
- あつまバス
- 道南バス
- 日交ハイヤー

## 釧路地区
釧路運輸支局管内に本社が所在。
- 阿寒バス
- くしろバス
- 桜ハイヤー
- 根室交通

## 帯広地区
帯広運輸支局管内に本社が所在。
- 帯運観光（おびうん観光）
- 十勝バス
- 北海道拓殖バス
- 毎日交通

## 北見地区
北見運輸支局管内に本社が所在。
- 網走観光交通
- 網走バス
- 斜里バス
- 北紋バス
- 北海道北見バス

## 過去の事業者
- 湧別町（湧別町営バス）
  - 1950年（昭和25年）から1957年（昭和32年）まで一般乗合旅客自動車運送事業で運営。
- 層雲峡交通
  - 1963年（昭和38年）に道北バスが存続会社となる合併を行う。
- 雄鉄バス
  - 1970年（昭和45年）4月16日に阿寒バスと東邦交通（現・くしろバス）へ移管し運行停止。
- 道東バス
  - 1971年（昭和46年）9月に十勝バスが存続会社となる合併を行う。
- 佐呂間町（佐呂間町営バス）
  - 1970年（昭和45年）から1987年（昭和62年）まで一般乗合旅客自動車運送事業で運営。
- 美鉄バス
  - 2002年（平成14年）3月31日をもって会社解散。
- 函館市交通局（函館市営バス）
  - 2001年（平成13年）より函館バスへ順次移管し、2003年（平成15年）4月1日事業廃止。
- 札幌市交通局（札幌市営バス）
  - 2001年（平成13年）よりジェイ・アール北海道バス、じょうてつ、北海道中央バスへ順次移管し、2004年（平成16年）4月1日事業廃止。
- 苫小牧市交通部（苫小牧市営バス）
  - 2012年（平成24年）4月1日に道南バスへ移管し事業廃止。
- 銀嶺バス
  - 2013年（平成25年）10月2日に北都交通へ移管し事業廃止。
- 札幌バス、北海道観光バス
  - 2023年（令和5年）2月1日に北海道バスへ統合[1]。
- HKB（旧・檜山観光バス）
  - 2024年4月1日、網走バスと合併し、網走バス函館営業所となった。